# Ernst Schibli
Ernst Schibli, né le 16 août 1952 à Zurich est une personnalité politique suisse membre de l'Union démocratique du centre.

## Biographie
Il est élu au Conseil national en 2001 en Suisse comme député représentant le canton de Zurich. Il est le propriétaire du bouc Zottel, la mascotte de l'UDC, qui est brièvement enlevé juste avant les élections fédérales de 2011, peint en noir et relâché en étant attaché à un arbre d'une commune de Zurich. Cet enlèvement est revendiqué par le groupement « Antifaschistische Aktion ». Le 4 mai 2014 Hans Kaufmann démissionne du Conseil national à son profit.